# Rumpmas
Rumpmas är en benämning på en dalkarl som kommer från södra Dalarna, såsom Avesta kommun eller Hedemora kommun, och även folk från norra Västmanland, som Fagersta kommun och Norbergs kommun. Dessa delar av Västmanland tillhörde förr Dalarna.
Begreppet Romboland (rymligt, öppet land) står för skoglöst slättland, och användes i Dalarnas skogstrakter för landskapets södra delar, samt delar av Västmanland och Uppland. Ordet har också stavats Rumboland och Rumböland, varvid invånarna kallats rumbor eller rumboar. Då somliga redan missuppfattat det dalska Ma's (egentligen namnet Mats), kan sammansättningen rumpmas möjligen förklaras. Man kan också misstänka en viss nedsättande illvilja i uttalsförändringen från rumbor till rumpor.

## Etymologi
Ursprunget för rombo och rumbo är det fornsvenska rumber, som betyder öppen, rymlig eller fri.